# دون ويليامز
دون ويليامز (بالإنجليزية: Don Williams)‏ (مواليد 27 مايو 1939 في فلويدادا - 8 سبتمبر 2017)، هو مغني وكاتب غنائي أمريكي بدأ مسيرته الفنية عام 1964. وهو متخصص في الموسيقى من نوع الكانتري الريفي، وتم إدراجه كعضو في قاعة مشاهير موسيقى الريف سنة 2010. اشتهر بشكل كبير خلال السبعينات والثمانينات من القرن العشرين، في أغاني ريفية مثل «تولسا تايم» و«أي بيليف إن يو» و«إت مست بي لاوف».

## بدايات حياته
ولد ويليامز في 27 مايو 1939 في مدينة فلويدادا في شمال تكساس، وهو اين جيمس ولوفيتا ويليامز. نشأ وترعرع في مدينة بورتلاند، وتخرج من مدرسة غريغوري بورتلاند الثانوية في عام 1958. في 20 يوليو 1963، توفي كينيث شقيق دون الأكبر صعقا بالكهرباء، وكان عمره 29 عامًا.
عمل وليامز مع وكالة أمن جيش الولايات المتحدة لمدة عامين ونال تسريحا مشرفا، وعمل في وظائف مختلفة لإعالة نفسه وأسرته.
شكل ويليامز فرقة شعبية تدعى بوزو سيكو مع سوزان تايلور ولوفتون كلاين، وسجلت الفرقة عدة ألبومات مع كولومبيا. بقي مع المجموعة حتى عام 1969؛ وتم حلها في العام التالي.

## المسيرة المنفردة
ترك ويليامز مجال الموسيقى لفترة بسيطة بعد حل الفرقة،  ولكنه استأنف وليامز مسيرته، ووقع في ديسمبر 1971 عقدا كمؤلف أغاني في شركة جاك كليمنت للنشر. في عام 1972، وقع عقد تسجيل مع شركة جي إم آي كمغني منفرد. وصلت أغنيته We Should Be Together لعام 1974 إلى المركز الخامس على قائمة بيلبورد لأغاني الكانتري، ووقع بعدها عقدا مع علامة أيه بي سي ريكوردز.
كان ويليامز من أشهر فناني الكانتري في المملكة المتحدة. دخلت أغنيتان له قائمة الأغاني في المملكة المتحدة وهما "You're My Best Friend" و "I Recall a Gypsy Woman"، وكلاهما عام 1976. قام ويليامز بعدة جولات خلال حياته في المملكة المتحدة، وقام بآخر جولة في المملكة المتحدة في عام 2014.
نال ويليامز النجاح بإصداره الأول مع أي بي سي، بأغنية I Wouldn't Want to Live If You Didn't Love Me، وكانت أول أغنية له تتصدر قائمة بيلبورد، وبدأ منها سلسلة من الأغاني التي دخلت العشرة الأوائل بين عامي 1974 و 1991.
سجل أغنية Tulsa Time عام 1978، وكانت من أنجح أغانيه، حيث فازت بجائزة أغنية السنة في جوائز أكاديمة موسيقى الكانتري، كما فاز بفضلها عن جائزة مغنى العام عن جمعية موسيقى الكانتري.
سجل ويليامز أغنية I Believe in You عام 1980، من تأليف روجر كوك وسام هوغين، وكانت الأغنية الحدية عشرة له التي تصل المركز الأول لقائمة بيلبورد لأغاني الكانتري. كما كانت أنجح أغنية له على قائمة البوب حيث وصلت إلى المركز 24 على القائمة. كما نجحت أيضا في أستراليا ونيوزيلندا وأوروبا.
لعب وليامز بعض الأدوار البسيطة في أفلام بيرت رينولدز. حيث ظهر كعضو في فرقة ديكسي دانسكينغز في فيلم W.W.and the Dixie Dancekings في عام 1975 بجانب رينولدز. كما ظهر دون في فيلم Smokey and the Bandit II، حيث غنى أيضًا عددًا من الأغاني.
في أوائل عام 2006، أعلن وليامز عن جولة وداعية في الولايات المتحدة وخارجها، حيث اختتمها بحفل كامل المبيع في ممفيس في مركز كانون للفنون المسرحية في 21 نوفمبر 2006. عاد وليامز من التقاعد في عام 2010 ووبدأ يقوم بالجولات مرة أخرى.
في مارس 2012، أعلن وليامز عن إصدار ألبوم جديد And So It Goes، وكان أول تسجيل منذ عام 2004، وكان أول ألبوم له على علامة شوغار هيل ريكوردز المستقلة. ضم الألبوم ضيوفا مثل أليسون كراوس وكيث أوربان وفينس جيل.
في مارس 2016، أعلن ويليامز أنه سيتقاعد من جولته وألغى جميع جداول عروضه. وقال «حان الوقت لأعلق قبعتي واستمتع بوقت هادئ في المنزل. أنا ممتن جدًا لمعجبيّ وأصدقائي وعائلتي على حبهم ودعمهم الأبدي».

## الوفاة
توفي ويليامز في مدينة موبيل في ألاباما بسبب انتفاخ الرئة في 8 سبتمبر 2017.

## الإرث
كان لويليامز تأثير قوي على مجموعة كبيرة من الفنانين من عدة أصناف موسيقية. غنى أعماله فنانون مثل جوني كاش وإريك كلابتون وأليسون كراوس وتشارلي برايد وكيني روجرز وألان جاكسون وتومينو بينيا وبيت تاونزند وتورتويز. تحظى موسيقاه أيضًا بشهرة دولية، بما في ذلك المملكة المتحدة وأستراليا وأيرلندا والهند وأفريقيا. تم في قاعة مشاهير موسيقى الكانتري في عام 2010.
في 25 يونيو 2019، أدرجته مجلة نيويورك تايمز ضمن مئات الفنانين الذين ذُكر أن موادهم دمرت في حريق يونيفرسال عام 2008.

## وصلات خارجية
- دون ويليامز على موقع IMDb (الإنجليزية)
- دون ويليامز على موقع روتن توميتوز (الإنجليزية)
- دون ويليامز على موقع ميوزك برينز (الإنجليزية)
- دون ويليامز على موقع أول ميوزيك (الإنجليزية)
- دون ويليامز على موقع ديسكوغز (الإنجليزية)
- دون ويليامز على موقع قاعدة بيانات الفيلم (الإنجليزية)
- الموقع الرسمي